# He 100 (航空機)
He 100
駐機するHe 100D（着色による宣伝写真）
- 用途：戦闘機、宣伝機
- 分類：研究機
- 設計者：ギュンター兄弟
- 製造者：ハインケル・フルークツォイクヴェルケ社
- 運用者

  -  ドイツ空軍
  -  大日本帝国海軍
  -  ソビエト連邦空軍
- 初飛行：1938年1月22日
- 生産数：25機（うち試作機6機）
- 退役：1939年（不採用）
- 運用状況：未就役

He 100は、ドイツのハインケル社がドイツ空軍向けに開発した試作戦闘機。空軍には制式採用されなかったが、宣伝に使用された。

## 概要
ハインケル社が1938年に初飛行させた機体。ドイツ空軍省の分類では、高速研究機としての位置付けであったが、ハインケル社としては不採用におわったHe112の代替機としての実用戦闘機を目指したもので、レシプロエンジンを単発搭載し単座の設計となっていた。世界速度記録樹立時He 112UやHe 113という名称でプロパガンダとして公式発表したケースもあった。計19機が試作されたが、制式採用されずに終わった。大日本帝国海軍が本機を購入したことでも知られる。

## 開発

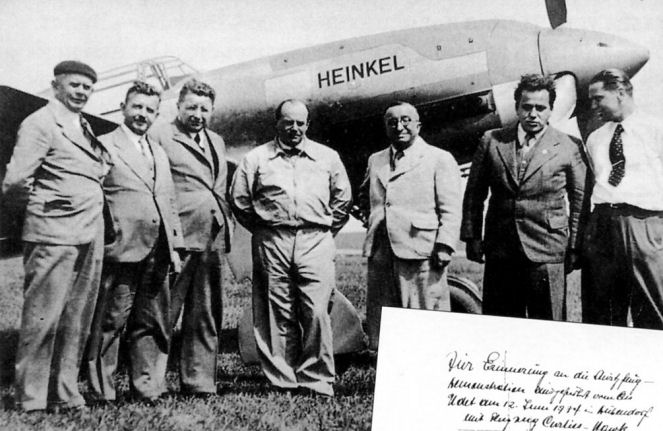
試作機の前で記念写真を撮る設計陣。右から3人目がエルンスト・ハインケル。

メッサーシュミット Bf 109 との競争試作に破れた前作 He 112 の捲土重来を期し、ドイツ航空省からの正式な試作下命なきまま社内コード P.1035 の下で自主開発が進められた。
双子のギュンター兄弟 (Siegfried and Walter Günter) が設計を指揮し、製作順により当初 He 113 の名が与えられていたが、不吉な番号「13」の通り、完成間近の1937年にヴァルターが交通事故で早世したことで遺作になってしまい、He 100 に改称された試作1号機 (V1) は、翌1938年1月22日に初飛行した。

## 設計
He 112 が Bf 109 より劣速で、上昇力でも運動性でも劣ったことへの反省から、軽量化と徹底的な生産合理化、高速化のための空力的洗練が図られた。抵抗を減ずるため集中冷却器を排し、主翼外板を表面冷却器とした結果、同じダイムラー・ベンツ DB 601A を搭載する当時の新鋭機 Bf 109E より、80km/h優速を示した。He 112 や Bf 109 で離着陸時の事故を多発させていた外側引込式主脚に対し、間隔が広く一般的な内側引込式に改められていたが、過剰な軽量化のため故障が頻発した。
また九七式戦闘機以降の一連の中島飛行機製単座戦闘機と同様に、主翼前縁後退角を0とする手法は本機以降ハインケル社でも常套化し、He 280, He 219, He 162 らに受け継がれている。内翼の上反角も0で、軽い逆ガル翼を構成している。
1938年6月5日、ドイツ空軍内では異例にハインケル社に好意的だったエルンスト・ウーデット大佐自ら操縦桿を執り、通常型1,175hpエンジンの試作3号機 (V3) で100km周回区間の世界速度記録634.32km/hを出すや、航空省はこれを He 100 ではなく He 112U （U はウーデットの頭文字）の成果として発表した。更に水・メタノール噴射装置付高過給仕様の改造 DB 601 (短時間出力1,750hp)に換装し、翼弦を短縮した増加試作8号機 (V8) は、ハインケル社テストパイロットのハンス・ディターレの操縦で1939年3月10日に高度50m以下1km区間746.606km/hの公認記録を樹立したが、空軍省はこれも実戦配備中の He 112U によるものとして対外宣伝した。

## 運用

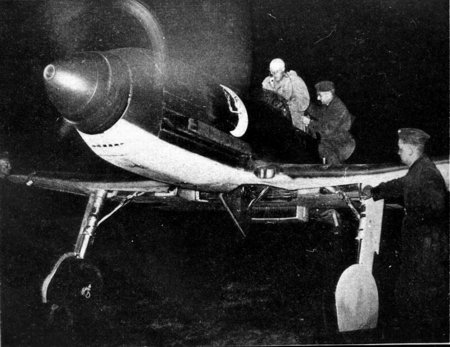
「夜間迎撃に向かう」というキャプションで公開されたHe 100 D-1 (He 113)の写真。

### 不採用、宣伝機へ
期待通りの高性能を発揮した He 100 の制式採用をハインケル社は確信したが、戦闘機をメッサーシュミット社の専任とする事が空軍省の当時の方針とされていた。また、He 100自体の機体設計も、被弾率の高い主翼を表面冷却器に当てたことが脆弱性を高めることは自明であり、高い失速速度と高翼面荷重、発動機架まで廃止してエンジンをバルクヘッドに直付けするなど「凝り過ぎ」と評された生産性・整備性上の問題点も多く、実用性に対する懸念は当初から強く持たれており、前線で活躍中の Bf 109 の大量産を減じてまで He 100 を並行配備すべきとの積極的な支持が得られず（搭載するDB 601エンジンの生産数が限られていたため、He 100を生産すれば、同エンジンを搭載するBf 109/Bf 110の生産減となる）、それまでの努力は水泡に帰した。
更に、航空省と宣伝省はメッサーシュミット社に速度記録用の Me 209 (Bf 109R) を特製させて He 100 の記録を塗り替え、これを大々的に対外宣伝したのみならず、記録更新を目指したハインケル社に禁止命令を下した。このMe 209は実用戦闘機化が計画され、製作された4号機にあたるMe 209V4はDB 601Aエンジンを搭載し、トラブルの多い表面冷却をやめ、主翼下面に通常型のラジエーターを備え1939年に初飛行した。しかしHe 100とは異なり、元が速度一辺倒で設計された機体だけに実用機として使用するには問題が多く、肝心の速度性能も機体の改修や武装によって機体重量が増加したためBf 109Eを下回るまでになった。そのため今後改善の見込みがないとされ、開発計画は中止となった。結果としてHe 100はHe 177の開発経緯と同様に様々な説が語られている。

### He 100D(He 113)への発展

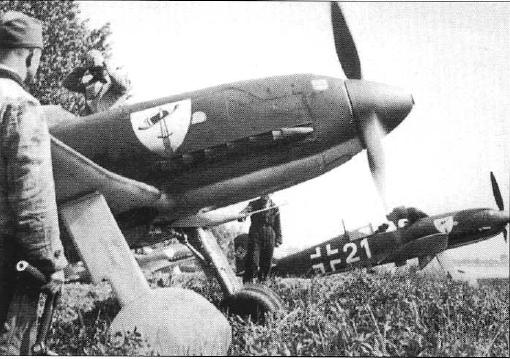
駐機するHe 100D（1940年）。機首のマークを何度も塗り替えることで、連合国側の中には複数の部隊でHe 100が運用されていると誤認する者がいた。

ハインケル社では A, B, C 各型に続き、自費で増加試作型の He 100D-0 を3機、量産準備型の He 100D-1 を12機製作した。これはレーサー的性格が強かった初期型から、戦闘機としての実用化に転じたもので、尾翼面積を拡大して方向安定性を増し、一部は自社の He 111 など爆撃機に用いられていたユンカース ユモ 211へ換装し、表面冷却器からコンベンショナルな胴体下半埋め込み式の集中冷却器に変更するなど、度重なる改修を施したものの、原設計が DB 601を前提に特化されていた結果、突出した高速性が失われた事もあり、不採用の決定は遂に覆らなかった。
しかし He 100D-1 は He 113 の仮名で種々に迷彩され、あたかも実戦配備されているように対外宣伝されたため、連合国側でも He 113 との交戦記録を申請するパイロットが続出した。実際、He 100D-1 の内3機はハインケル社の工場防空に当っていたが、会敵機会はなかった。
不採用が確定した後、ハインケル社はジェット戦闘機 He 280 計画に注力することになり、余剰化した He 100 はソ連と日本に放出された。

### 諸外国のHe100
日本海軍は大東亜戦争（米国呼称＝太平洋戦争）開戦直前の1941年にHe 100D-0を3機、2機のHe 119と共に購入し、ハインケル社からクルト・シュミット技師を招聘して、ハインケル100型戦闘機（略符号AXHe1）の名称で、日立航空機千葉工場による国産化を前提に評価試験がなされた。小福田晧文（海軍航空技術廠飛行実験部戦闘機担当主務部員）は、相当数購入するという協定があったとしている。日本海軍ではそれ以前に九六式艦上戦闘機との比較のためHe 112を少数購入したものの、高速ではあるが九六戦より上昇力や運動性に劣ると判断され発注をキャンセルしていた。He 100は全備状態で670 km/hもの高速を実地に発揮して関係者にショックを与え、局地戦闘機としての適性を示したが、操縦が困難で航続力に劣ること、生産に要する技術が当時の日本の水準を超越していたこと、輸送中に破損した生産治具類を再手配したところ開戦によって輸送手段を阻まれたこと、緒戦の快進撃の最中で防空思想が薄れていたこと等から再び採用は見送られた。構造はその後の海軍機を設計する上での参考にされている。実際に本機を操縦した小福田は、上昇飛行中に主翼上面前方の孔から蒸気機関車のような蒸気が噴出して驚いたと回想し、無骨で実用的で合理主義、時に搭乗員の意見も量産性のために無視するなど、ドイツらしい戦闘機と述べている。
独ソ開戦前のソビエト連邦も、性能を落とす改造を受けた前期試作機（V1, V2, V4, V5, V6, V7) を購入している。

## 仕様
He 100D-1
- 全長： 8.20 m
- 全幅： 9.40 m
- 翼面積： 14.5 m2
- 全備重量： 2,500 kg
- エンジン： ダイムラー DB601 1100 hp × 1
- 最大速度： 670 km/h
- 実用上限高度： 9,000 m
- 武装
  - MG FF 20 mm機関砲 × 1 (モーターカノン)、MG 17 7.92 mm機関銃 × 2 (機首)
  - またはMG 151 20mm機関砲 × 2 (主翼)
- 乗員： 1名

## 登場作品
『戦翼のシグルドリーヴァ』
He-100D-1が駒込・アズズの乗機として登場。様々な改造が施されている、という設定で、コクピット後方には8連 × 3列の"ゾンダーゲレート"が装備されている。
『War Thunder』
ドイツツリーランクⅠ戦闘機。MG 17 7.92mm機関銃を三門載せたタイプとなっている。